# Вайзенбах
Вайзенбах (нім. Weisenbach) — громада в Німеччині, знаходиться в землі Баден-Вюртемберг. Підпорядковується адміністративному округу Карлсруе. Входить до складу району Раштат.
Площа — 9,07 км2. Населення становить 2528 ос. (станом на 31 грудня 2020).